# Trisetum gracile
Trisetum gracile är en gräsart som först beskrevs av Giuseppe Giacinto Moris, och fick sitt nu gällande namn av Pierre Edmond Boissier. Trisetum gracile ingår i släktet glanshavren, och familjen gräs. Inga underarter finns listade i Catalogue of Life.